# Eugenes
Genre
Eugenes est un genre de colibris (famille des Trochilidae).

## Liste d'espèces
Selon BioLib (11 décembre 2020) et la classification de référence du Congrès ornithologique international (version 10.2, 2020) :
- Eugenes fulgens (Swainson, 1827)
- Eugenes spectabilis (Lawrence, 1867)

Selon ITIS (11 décembre 2020) :
- Eugenes fulgens (Swainson, 1827)